# Зацвіла в долині
«Зацвіла в долині» — вірш Тараса Шевченка, написаний у першій половині 1849 року на острові Косарал.

## Автографи, написання та публікація
Зберіглося кілька автографів вірша: у «Малій книжці»; у «Більшій книжці». Автографи не датовано.
Твір датується за місцем автографа у «Малій книжці» серед творів 1849 року (під № 9 у третьому зшитку за 1849 рік) та за часом перебування Шевченка в Раїмі в січні — квітні 1849 року, орієнтовно: січень — квітень 1849 року, Раїм.
Найраніший відомий текст — автограф у «Малій книжці», куди вірш переписано з невідомого автографа в Оренбурзі не раніше 1 листопада 1849 року, коли поет повернувся з Аральської описової експедиції, і не пізніше дня його арешту — 23 квітня 1850 року. Невдовзі по переписуванні Шевченко вписав після рядка 17 новий рядок: «Тихою ходою» й виправив рядок 32. У 1858 році, не раніше 18 березня й не пізніше 22 листопада, Шевченко переписав вірш з кількома виправленнями з «Малої книжки» до «Більшої книжки», текст якої остаточний.
З «Малої книжки» вірш переписано до рукописного списку невідомої особи з окремими, за свідченням О. Я. Кониського, виправленнями Шевченка кінця 1850-х років, що належав Л. М. Жемчужникову і тепер не відомий. Наведені О. Я. Кониським уривки відповідають тексту «Малої книжки».
Вперше вірш надруковано у журналі «Основа» 1862 року за «Більшою книжкою» без останніх дев'яти рядків і з редакторською кон'єктурою з огляду на цензуру у рядку 24: «[На світі] благаєм?».
Уперше вірш введено до збірки творів у виданні: «Кобзарь Т. Шевченка / Коштом Д. К Кожанчикова» 1867 року, де подано за «Більшою книжкою» без останніх дев'яти рядків.

## Зміст та ідейне наповнення
Вірш належить до лірично-рефлексійних поезій Шевченка. Описана у творі картина не була безпосереднім малюнком із натури, зробленим поетом. Це певний уявний образ, своєрідний повчальний приклад.
Літературознавець з української діаспори Леонід Білецький писав про вірш: «Це — зародок поеми, ніби тема для поеми й зародок сюжету. Шевченко змальовує один образок. В неділю вранці вийшла з біленької хати в долину дівчина. Весело в природі: цвіте червона калина і пташечка щебече; радісно на душі у дівчини. До неї вийшов із зеленого гаю козак молоденький, цілує, вітає, за руки бере і йдуть обоє по долині, як діточок двоє. Прийшли до калини, посідали й поцілувались. Рай та й годі!..» Як зазначив дослідник, малюючи цей образок, Шевченко милується тим, як чудовим, ідилічним спомином із свого рідного краю, як ідеалом любові і взаємин української молоді, що розвиваються природно і вільно на хвилях нормального почуття, коли до цих взаємин не втручається сваволя пана. «Правда, — зауважує Білецький, — поет далі протиставляє цей природний рай тому, що його проповідують московські попи в церкві» і наголошує: «Московське офіційне православіє, самодержавіє і народність (московський шовінізм), — оцей „рай“ Шевченко ненавидів усією силою своєї душі».
Натомість радянські літературознавці (наприклад, у «Шевченківському словнику») у рядках вірша «Якого ж ми раю // У Бога благаєм? // Рай у серце лізе, // А ми в церкву лізем, // Заплющивши очі» вбачили, що «поет приходить до гострої антиклерикальної думки»: «На відміну від багатьох інших поезій, де Шевченко, звертаючись до мотиву „земного раю“, показує примарність людського щастя за умов самодержавно-кріпосницького ладу („Якби ви знали, паничі“, „Не молилася за мене“ та інші) тут поет не руйнує „ідилії“, у нього інша мета — закликати людей шукати „рай“ на землі, а не на небі».

## Переклади іншими мовами
Італійською мовою вірш переклав Паоло-Еміліо Паволіні й 1889 року опублікував його у Венеції в книзі «Поезії, перекладені з угорської, новогрецької та української мов».
Російською мовою вірш переклав Євген Нежинцев.

## Музичні інтерпретації
Музику на вірш «Зацвіла в долині» написали Микола Лисенко, Яків Степовий, Дмитро Клебанов, Ігор Шамо та інші композитори.
Серед виконавців Борис Гмиря, Володимир Єсипок, Андрій Шкурган.